# Atentado de Boudouaou de 2006
El atentado de Boudouaou se produjo el 8 de agosto de 2006, cuando una bomba explosiva detonó contra una patrulla de la policía argelina en la ciudad de Boudouaou, provincia de Boumerdès, Argelia, hiriendo a tres personas. Se sospecha que la organización Al Qaeda en el Magreb Islámico fue el responsable.